# Heliga Maria kyrka, Urmia

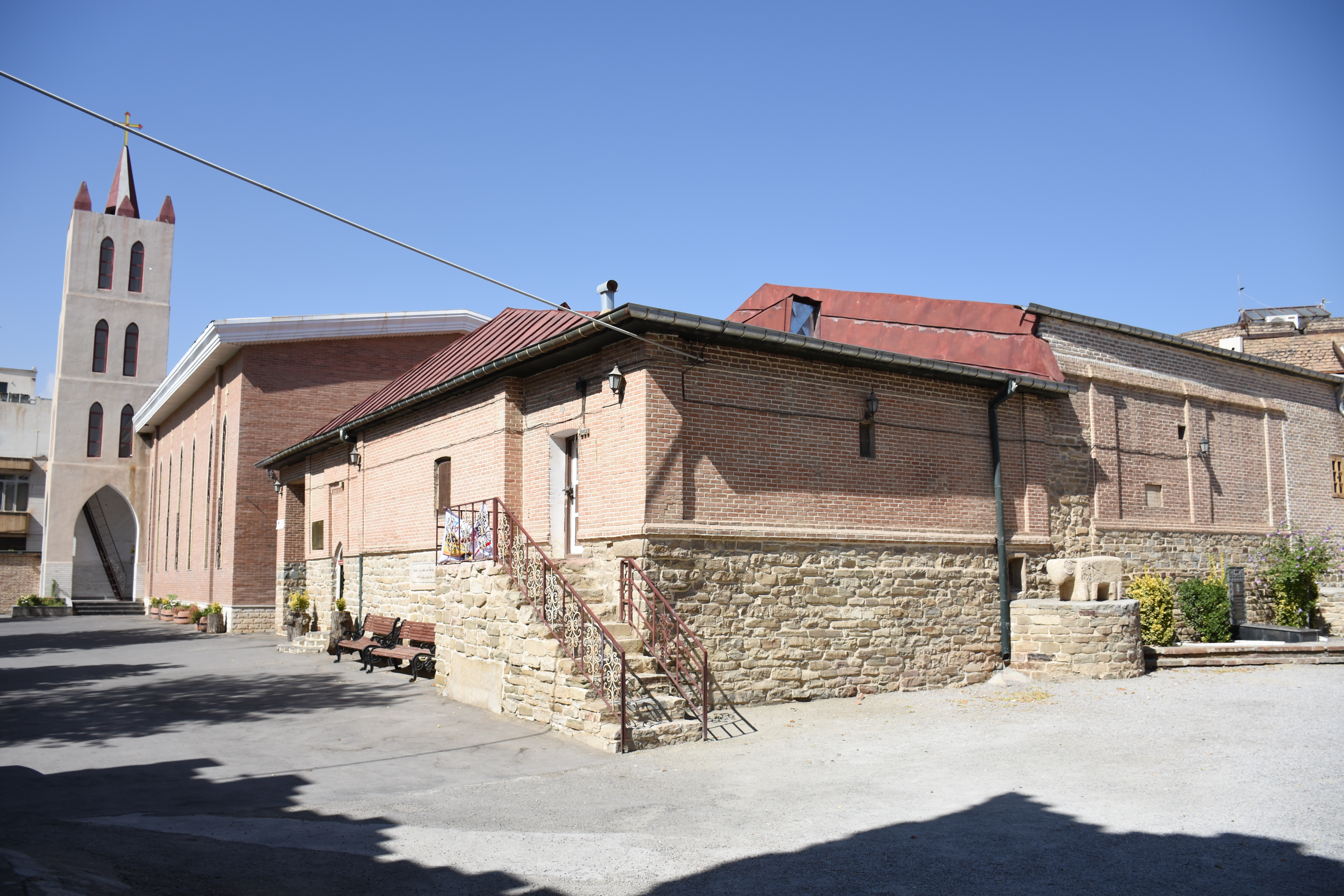
Sankta Maria kyrka

Heliga Maria kyrka (persiska: کلیسای حضرت مریم) ligger i en stor park i det antika distriktet Chahar Bakhsh nära staden Urmia. Den byggdes på 600-talet e.Kr. under slutet av sasanidernas tid. Dess rum och kupol är anmärkningsvärda. Huvudsalen har tre låga kupoler och längst in ligger kyrkans altare.